# Sanggrahan (Grogol)
Sanggrahan is een bestuurslaag in het regentschap Sukoharjo van de provincie Midden-Java, Indonesië. Sanggrahan telt 12.488 inwoners (volkstelling 2010).